# Nir Barkat
Pour les articles homonymes, voir Barkat.
Nir Barkat (en hébreu : ניר ברקת), né le 19 octobre 1959 à Jérusalem, est un homme d'affaires et un homme politique israélien. Membre du Likoud et ancien de Kadima, il est maire de Jérusalem de 2008 à 2018 et député (Likoud) à la Knesset depuis 2019.
En décembre 2022, il est nommé ministre de l'Économie dans le sixième gouvernement de Benyamin Netanyahou.

## Biographie
Diplômé en informatique, titulaire d'une maîtrise en administration publique de l’université hébraïque de Jérusalem, ancien officier d'une des unités  parachutistes de Tsahal pendant 6 ans (aspirant en 1977 et capitaine en 1983), Nir Barkat fait fortune en 1988 en participant à la création du groupe BRM, spécialisé dans les logiciels de protection informatique. Après avoir investi dans plusieurs start-ups, il se lance en 1999, dans divers projets à caractère social à Jérusalem. 
En 2003, il se présente à l'élection municipale à Jérusalem mais, avec 43 % des voix, est battu par le candidat ultra-orthodoxe Uri Lupolianski. Il devient alors le chef de l'opposition municipale.
Membre du Likoud, il suit Ariel Sharon lors de la fondation de Kadima. Il quitte ce parti pour protester contre la possibilité évoquée par Ehoud Olmert de laisser à Jérusalem des quartiers arabes aux Palestiniens habitant déjà à Jérusalem.
En octobre 2021, son nom est cité dans les Pandora Papers.

### Mairie de Jérusalem
Candidat laïc et sans étiquette à la mairie de Jérusalem en 2008, il fait alliance avec le Parti travailliste, le parti Kadima de Tzipi Livni et l'extrême-droite d'Israël Beiteinou (Israël notre maison, d'Avigdor Liberman) et les religieux nationalistes de l'Union nationale et du Parti national religieux (PNR), favorables à l'extension des colonies. Durant la campagne, il appelle ainsi Ehud Olmert à suspendre les négociations avec les Palestiniens sur un éventuel partage de la ville et promet, afin d’instaurer une continuité territoriale, de créer un nouveau quartier de colonisation juive, Shaar Mizrahi, à la périphérie nord de Jérusalem,. 
Le 11 novembre 2008, Nir Barkat est élu maire de Jérusalem avec 52 % des voix contre 43 % au candidat ultra-orthodoxe Meir Poroush et 3,6 % pour le milliardaire Arcadi Gaydamak. La participation était de 41 % de votants (soit plus de 60 % de participation dans la population juive) — contre 35 % en 2003 —, même si les Arabes israéliens n'y ont presque pas participé.
En octobre 2015, le maire demande à ses administrés en possession d'un permis de port d'armes de sortir dans les rues avec leurs armes pour se défendre lors d'attaques faites par des Palestiniens. Il appelle en outre à faire boucler le quartier arabe pauvre de sa ville, et à y confiner ses 300 000 habitants pour endiguer la vague de violences survenue en Israël. Cet appel est suivi par le gouvernement qui met en place des interdictions de sortie le 14 octobre. Barkat déclare également que l'État est trop « clément » avec les émeutiers palestiniens. Il gagne durant ces événements le surnom de « maire-shérif » dans les médias internationaux.
En décembre 2015, Barkat reprend sa carte de membre du Likoud.

### Député à la Knesset
En février 2019, Barkat est choisi à la 9e place sur la liste du Likoud pour les élections législatives d'avril 2019. Il est élu député pour la 21e législature de la Knesset.

### Ministre de l'Économie et de l'Industrie
Le 29 décembre 2022, il est nommé ministre de l'Économie et de l'Industrie dans le gouvernement de coalition d'extrême droite de Benyamin Netanyahou,,. 
Le 24 novembre 2023, il affirme à la BBC que « ce que le Hamas est en train de commettre » pendant la guerre à Gaza « est pire que ce que les nazis ont fait ».
Le 26 février 2024, il rencontre son homologue saoudien Majid al-Qasabi à la 13e conférence interministérielle de l'OMC à Abou Dabi (Émirats arabes unis) et enjoint son pays à normaliser ses relations avec Israël (en), affirmant que « nous pouvons écrire l'histoire ensemble ». 